# Eupithecia infausta
Eupithecia infausta là một loài bướm đêm trong họ Geometridae.